# Only Lovers Left Alive
Only Lovers Left Alive (bra: Amantes Eternos; prt: Só os Amantes Sobrevivem) é um filme franco-teuto-cipro-britânico de 2013, do gênero drama romântico, dirigido por Jim Jarmusch, e estrelado por Tilda Swinton, Tom Hiddleston e Mia Wasikowska.

## Sinopse
O filme explora a vida de dois vampiros antigos, Adam (Tom Hiddleston) e Eve (Tilda Swinton), que vivem separados em cidades diferentes — Adam em Detroit e Eve em Tânger. Adam, um músico melancólico e recluso, luta contra uma profunda depressão e desilusão com o rumo da humanidade, enquanto Eve, mais adaptada e serena, busca manter o equilíbrio de sua longa existência. Quando Eve percebe o quão distante e desesperado Adam se tornou, ela decide visitá-lo, trazendo consigo sua sabedoria e uma tentativa de reconexão. Porém a chegada inesperada da impetuosa irmã mais nova de Eve, Ava (Mia Wasikowska), perturba o equilíbrio cuidadoso que os amantes vinham mantendo, gerando caos em suas vidas pacatas. O filme explora temas de mortalidade, arte, amor e decadência, tudo envolto em um clima de languidez, ironia e reflexões sobre a passagem do tempo.

## Elenco
- Tilda Swinton como Eve
- Tom Hiddleston como Adam
- Mia Wasikowska como Ava
- John Hurt como Christopher Marlowe
- Anton Yelchin como Ian
- Jeffrey Wright como Doutor Watson
- Slimane Dazi como Bilal
- Yasmine Hamdan como Yasmine
- White Hills

## Prêmios e indicações
Festival de Cannes 2013
- Indicado
  - Palma de Ouro (melhor filme)[7]